# Westheide
Westheide est une commune allemande située dans le land de Saxe-Anhalt et l'arrondissement de la Börde. Elle est située dans la partie ouest de la Colbitz-Letzlinger Heide, à l’est et au nord de Haldensleben. La commune est formée le 1er janvier 2010 des villages Born, Hillersleben et Neuenhofe qui étaient jusqu'alors des communes indépendantes.